# 1928

## Събития
- 14 април – Чирпанско земетресение в Южна България.
- 25 август – Завършен е строежът по трибуната „Коп“ на Анфийлд, стадиона на английския футболен отбор Ливърпул.
- 12 септември – Съставено е четиридесет и четвъртото правителство на България, начело с Андрей Ляпчев.
- Излиза втората стихосбирка на Атанас Далчев, наречена „Стихотворения“.
- Създаден е първообразът на анимационния герой Мики Маус.

## Родени
- 7 януари – Христо Минчев, български вариететен артист и имитатор († 2012 г.)
- 23 януари – Жана Моро, френска актриса и режисьор († 2017 г.)
- 25 януари – Едуард Шеварднадзе, съветски и грузински политик († 2014 г.)
- 26 януари – Роже Вадим, френски режисьор, сценарист и продуцент († 2000 г.)
- 27 януари – Анастас Наумов, български диригент, композитор и фолклорист († 2015 г.)
- 6 февруари – Илия Конев, български литературовед († 2009 г.)
- 8 февруари – Вячеслав Тихонов, руски актьор († 2009 г.)
- 9 февруари – Ринус Михелс, холандски футболист и треньор († 2005 г.)
- 12 февруари – Уан Йепин, китайка
- 14 февруари – Иван Славов, български философ († 2012 г.)
- 14 февруари – Йоаким Хербут, скопски католически епископ († 2005 г.)
- 15 февруари – Луис Посада Карилес, кубински политически деец († 2018 г.)
- 26 февруари – Фатс Домино, американски музикант († 2017 г.)
- 27 февруари – Ариел Шарон, израелски политически и военен деец († 2014 г.)
- 2 март – Гиньо Ганев, български политик († 2016 г.)
- 3 март – Гудрун Паузеванг, немска писателка († 2020 г.)
- 4 март – Алън Силитоу, британски писател († 2010 г.)
- 8 март – Коста Гоцов, български аграрен учен
- 13 март – Исак Паси, български философ и културолог († 2010 г.)
- 27 март – Мито Исусов, български историк († 1999 г.)
- 28 март – Збигнев Бжежински, американски политолог от полски произход († 2017 г.)
- 2 април – Тодор Атанасов, български художник († 1985 г.)
- 4 април – Мая Анджелоу, американска писателка († 2014 г.)
- 6 април – Джеймс Уотсън, американски генетик, лауреат на Нобелова награда за физиология или медицина през 1962 г.
- 7 април – Джеймс Гарнър, американски актьор († 2014 г.)
- 15 април – Емил Камиларов, български цигулар и педагог († 2007 г.)
- 20 април
  - Роберт Бърн, американски шахматист († 2013 г.)
  - Добри Палиев, български перкусионист, композитор († 1997 г.)
- 23 април – Шърли Темпъл, американска актриса († 2014 г.)
- 25 април – Рихард Андерс, немски писател († 2012 г.)
- 26 април – Херта Крефтнер, австрийска писателка († 1951 г.)
- 4 май – Волфганг фон Трипс, немски пилот от Ф1 († 1961 г.)
- 7 май
  - Владимир Мусаков (преводач), български преводач († 1966 г.)
  - Георги Русев, български театрален и кино актьор († 2011 г.)
- 9 май – Петер Мерзебургер, немски журналист и писател († 2022 г.)
- 30 май – Густав Леонхард, нидерландски музикант († 2012 г.)
- 7 юни – Джеймс Айвъри, американски филмов режисьор
- 8 юни – Борис Клочков, български аграрен учен
- 13 юни – Джон Наш, американски математик, лауреат на Нобелова награда за икономика през 1994 г. († 2015 г.)
- 14 юни – Че Гевара, аржентински революционер († 1967 г.)
- 20 юни – Мартин Ландау, американски актьор († 2017 г.)
- 3 юли – Гюнтер Бруно Фукс, немски поет, белетрист и график († 1977 г.)
- 4 юли – Патрик Тили, британски писател († 2020 г.)
- 5 юли – Пиер Мороа, френски политик, министър-председател на Франция от 1981 до 1984 († 2013 г.)
- 6 юли – Джордж Дьокмеджиян, американски политик († 2018 г.)
- 11 юли – Курт Клингер, австрийски писател († 2003 г.)
- 15 юли – Пал Бенкьо, унгарски шахматист († 2019 г.)
- 16 юли – Робърт Шекли, американски писател († 2005 г.)
- 18 юли – Лина Бояджиева, българска куклена актриса
- 21 юли – Мария Русалиева, българска театрална и кино актриса († 2015 г.)
- 26 юли
  - Стенли Кубрик, американски режисьор и сценарист († 1999 г.)
  - Франческо Косига, президент на Италия († 2010 г.)
- 6 август – Анди Уорхол, американски художник († 1987 г.)
- 7 август – Джеймс Ранди, илюзионист и скептик († 2020 г.)
- 18 август – Лучано де Крешенцо, италиански писател († 2019 г.)
- 25 август
  - Херберт Крьомер, немски физик, лауреат на Нобелова награда за физика през 2000 г. († 2024 г.)
  - Кирил Пандов, български футболист († 2014 г.)
- 31 август – Джеймс Кобърн, американски актьор († 2002 г.)
- 10 септември
  - Николас Леос, парагвайски футболен функционер († 2019 г.)
  - Петко Великов, държавен ръководител, инженер († 2018 г.)
- 29 септември – Уве Бергер, немски поет († 2014 г.)
- 30 септември – Ели Визел, еврейски писател († 2016 г.)
- 1 октомври – Лорънс Харви, британски актьор († 1973 г.)
- 3 октомври – Алвин Тофлър, американски писател († 2016 г.)
- 10 октомври
  - Маргрет Николова, българска поп-певица
  - Хидетака Нишияма, японски каратист († 2008 г.)
- 12 октомври – Рангел Вълчанов, български режисьор и актьор († 2013 г.)
- 13 октомври – Величко Минеков, български скулптор († 2022 г.)
- 17 октомври – Иван Маринов, български диригент и композитор († 2003 г.)
- 18 октомври – Димитър Миланов, български футболист († 1995 г.)
- 25 октомври – Никола Тодориев, български учен († 2005 г.)
- 27 октомври – Мирослав Филип, чешки шахматист († 2009 г.)
- 7 ноември – Димитър Стоянов, български политик († 1999 г.)
- 10 ноември – Енио Мориконе, италиански композитор († 2020 г.)
- 11 ноември
  - Карлос Фуентес, мексикански дипломат и писател († 2012 г.)
  - Неджати Зекирия, писател от СР Македония († 1988 г.)
- 17 ноември – Тодор Ташев, български писател († 2015 г.)
- 27 ноември – Джош Кирби, британски илюстратор († 2001 г.)
- 7 декември – Ноам Чомски, американски лингвист и политически писател
- 12 декември – Чингиз Айтматов, киргизки и руски писател († 2008 г.)
- 15 декември – Фриденсрайх Хундертвасер, австрийски архитект и творец († 2000 г.)
- 16 декември – Филип Дик, американски писател фантаст († 1982 г.)
- 23 декември – Хоакин Капия, мексикански скачач във вода († 2010 г.)
- 24 декември – Манфред Ромел, германски политик († 2013 г.)
- 28 декември – Ерих Кьолер, немски писател († 2003 г.)
- 30 декември – Бо Дидли, американски блус-певец († 2008 г.)

## Починали
- Александър Андреев, български революционер
- Асен Николов, български военен деец
- Георги Данаилов, български просветен деец
- Фотий Пайотас, гръцки духовник
- 14 януари – Мара Бунева, българска революционерка
- 16 януари – Велимир Прелич, сръбски юрист
- 28 януари – Висенте Бласко Ибанес, испански писател и политик
- 2 февруари – Спас Вацов, български метеоролог
- 4 февруари – Хендрик Лоренц, нидерландски физик, лауреат на Нобелова награда за физика през 1902 г. (р. 1853 г.)
- 12 март – Мария Ермолова,
- 22 март – Райчо Каролев, български просветен деец
- 25 април – Пьотър Врангел, белогвардейски генерал
- 5 май – Вичо Диков, български военен деец
- 25 май – Търпо Поповски, български свещеник от Македония
- 7 юни – Александър Протогеров, български офицер (р. 1867 г.)
- 18 юни – Руал Амундсен, норвежки полярен изследовател
- 23 юни – Иван Шишманов, български филолог (р. 1862 г.)
- 7 юли – Атанас Гоцев, български революционер
- 12 август – Леош Яначек, чешки композитор (р. 1854 г.)
- 30 август – Франц фон Щук, немски художник
- 10 септември – Фьодор Успенски, руск историк и археолог
- 14 октомври – Уилям Флин, американски полицай (р. 1867 г.)
- 1 ноември – Иван Антонов, български революционер и духовник
- 21 ноември – Херман Зудерман, немски писател (р. 1857 г.)
- 10 декември
  - Чарлз Рене Макинтош, британски архитект (р. 1868 г.)
  - Чарлз Рени Макинтош, британски архитект
- 22 декември – Димо Кьорчев, български философ и политик
- неизвестна дата – Петър Драганов, български филолог (р. 1857 г.)

## Нобелови награди
- Физика – Оуен Ричардсън
- Химия – Адолф Виндаус
- Физиология или медицина – Шарл Никол
- Литература – Сигрид Унсет
- Мир – наградата не се присъжда